# Laqueus quadratus
Laqueus quadratus är en armfotingsart som beskrevs av Yoshitaka Yabe och Kishio Hatai 1934. Laqueus quadratus ingår i släktet Laqueus och familjen Laqueidae. Inga underarter finns listade i Catalogue of Life.